# 軽トールワゴン

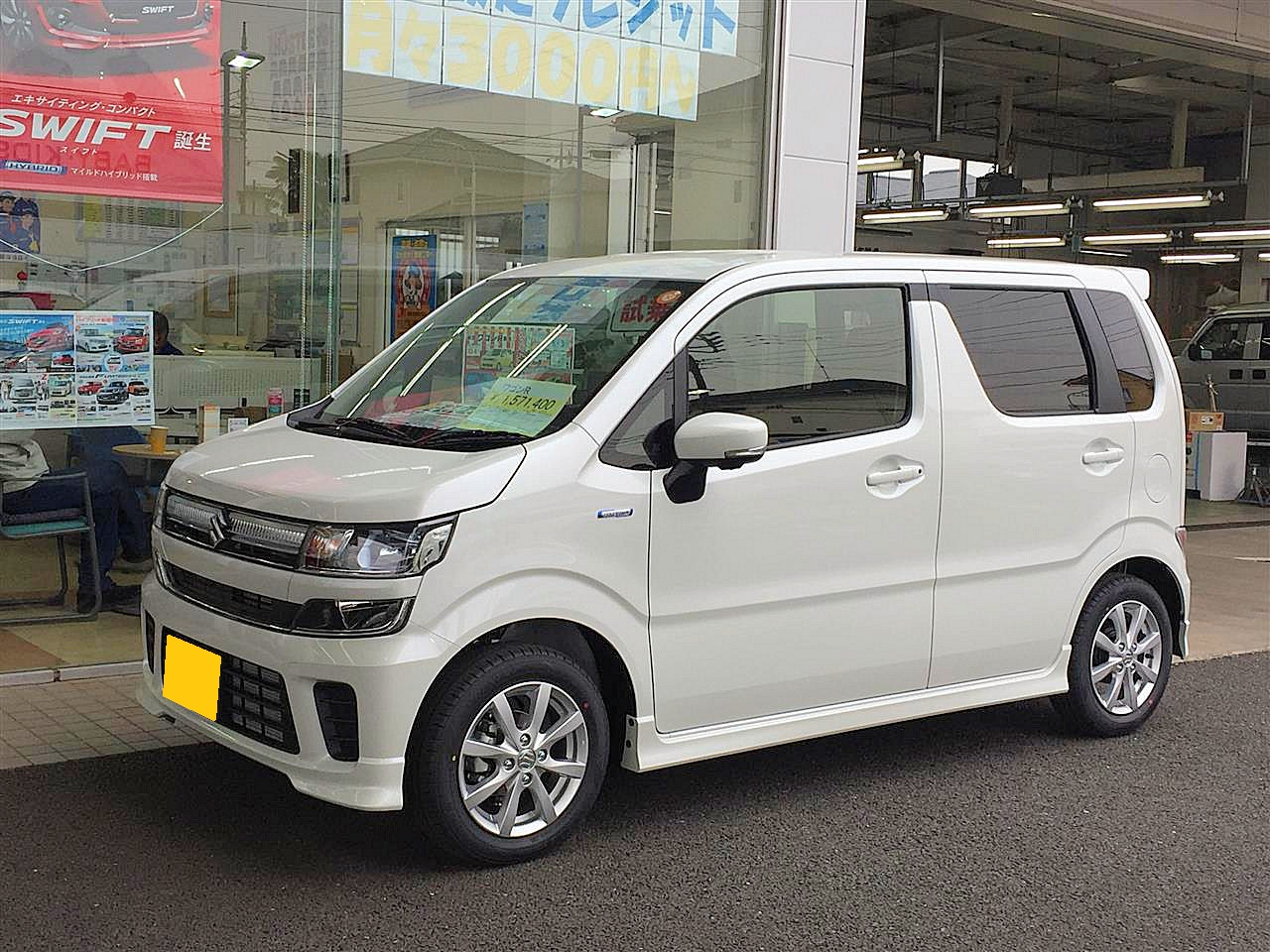
スズキ・ワゴンR（6代目）

軽トールワゴン（けいトールワゴン）とは、通常より背の高い軽ハッチバックを指す。軽ハイトワゴンともいう。全高の大きなキャビンと前部にボンネットを持つ2ボックススタイルの1.5BOXの軽乗用車である。
キャビンの高さを通常より高くすることにより、室内での乗員の姿勢を立ち気味（アップライトポジション）にすることで前後方向の占有面積を減らし、結果として十分な居住性と、荷室容積を実現する。そのほか、座面高が中庸で乗降性に優れる、運転中の視界が良いなどの副次的な効果もある。
エンジンはボンネット内の横置き配置が基本で、駆動方式はFF、もしくはそれをベースとした4WDである。ドアの種類・配置は、側面にヒンジドアを前席用と後席用の左右2枚ずつ、後部にはバックドア1枚を備えた5ドア車と、後席用にスライドドアを採用している車種がある。
ミニバンから細分化されたトールワゴンの軽自動車版ともいえ、現在の軽乗用車の販売台数ベースでは、主流となっているパッケージングである。特に、車体寸法に制限のある「軽自動車規格」では、利便性と操縦安定性を両立させるために都合の良い手法である。

## カテゴリ名の呼称について
欧州の区分に倣えばAセグメントのミニバンであり、超小型車（mini MPVs or microvans）の一種である。
「軽ミニバン」ではあるが、日本ではメーカーの販売戦略上から乗用車の一形態として、キャブオーバースタイルやセミキャブオーバースタイルの商用車との区別を図るため、「軽ミニバン」という呼称を避けて「軽トールワゴン」もしくは「軽ハイトワゴン」としている。しかしながら、3代目ワゴンR雑誌広告のケースのようにメーカー自身がこの軽トールワゴンのことを「ミニバン」と呼称することもある。
自動車評論家の故・徳大寺有恒は、このカテゴリの呼称をマイクロバンと呼んだ。
同カテゴリに対する呼称が業界もしくはメディア間で必ずしも統一されていないのは、各メーカーの販売戦略や車種構成の違いと言う、他社製品との差別化のためのコマーシャリズムの影響である。背が高くボンネットの短い1.5BOXの車種を、セミキャブオーバースタイルの商用車と明確に区別して差別化するために、同カテゴリの発祥車種である車種名から取って「○○型」や「○○スタイル」などと呼称する場合も一部で見られる。またエンジン配置や駆動輪による峻別、車高による軽セミトールワゴンへの細分類も同様である。

## 全高について
| プレオ |  | eKワゴン（2代目） |
| プレオ |  | eKワゴン（2代目） |

三菱・eKシリーズ（2代目まで）／日産・オッティやスバル・プレオのスマートルーフ仕様車のように機械式立体駐車場に入庫できる高さが1,550mmの車も含まれることもあるが、こちらは軽セミトールワゴンに分類されることもある。また、三菱・iは全高1,600mmではあるが、スタイリング重視で造られているため、軽トールワゴンとはいいにくいこともあり、現状では定義が曖昧である。更に、ダイハツ・ウェイク／トヨタ・ピクシスメガでは車高が1,835mmに達しており、軽スーパーハイトワゴンに分類されることがある。

## 衝突安全性について
2010年6月現在JNCAP公式サイトでクラッシュテスト結果が公表されている軽自動車25車種のうち、側面衝突時に車両が横転してしまうものが半数に迫る11車種もみられ、うち8車種は軽トールワゴンだった。同様の傾向はミニバンや軽自動車以外のトールワゴンにも見られるが、側面衝突後の横転は緊急脱出時に甚大な影響を及ぼすおそれがあるため、購入を検討する際は注意が必要である。ただし、2020年代における新車で購入可能な軽トールワゴンにおいては、重心を低くする、または車体の重量バランスを最適化させる、サイドカーテンエアバックを搭載する等の各種車両が増加したため、全高が1.7mを超える軽スーパーハイトワゴンを除き、側面から追突されて横転する車両はほとんど存在しなくなった。

## 歴史

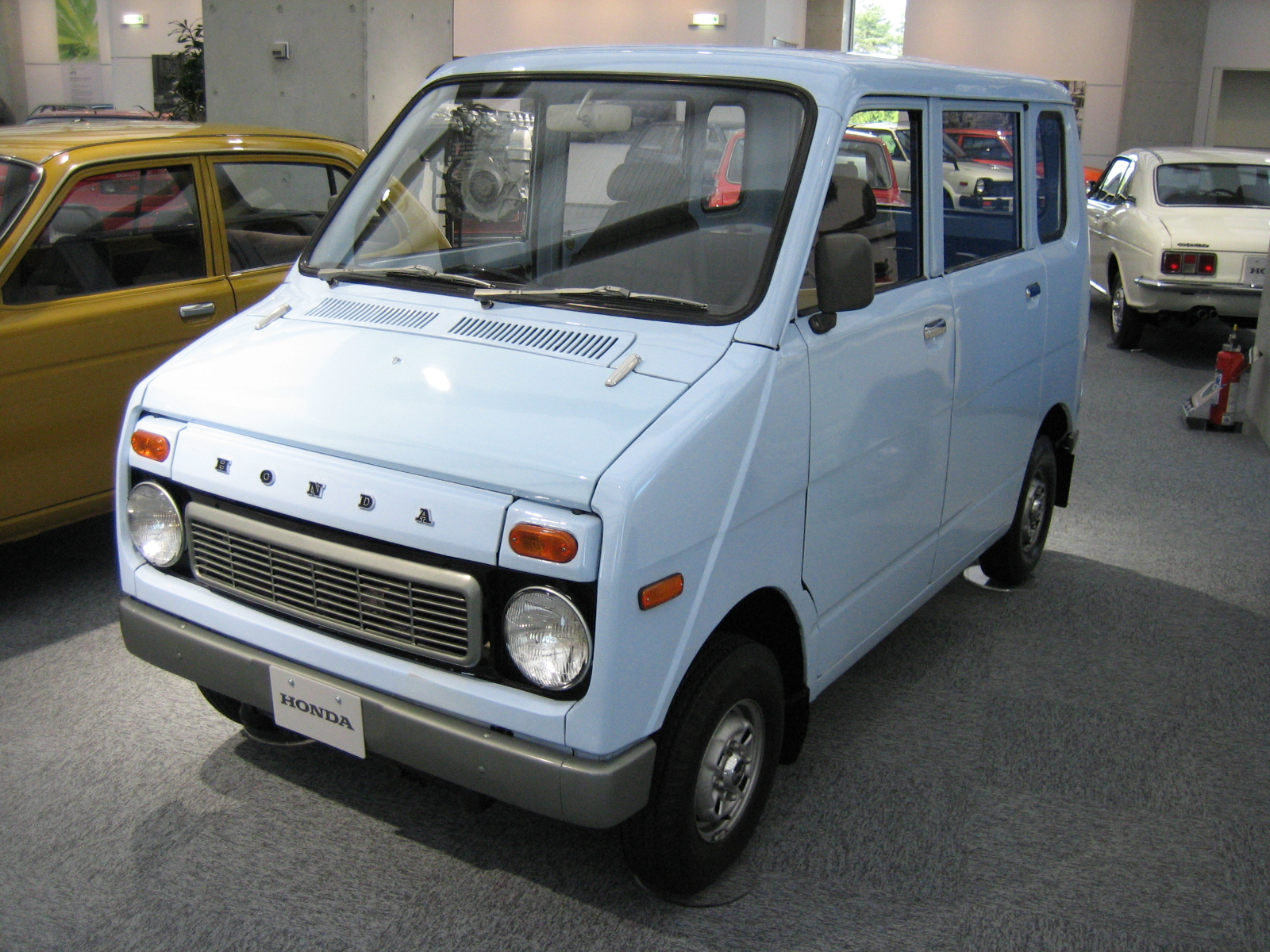
ホンダ・ライフ ステップバン

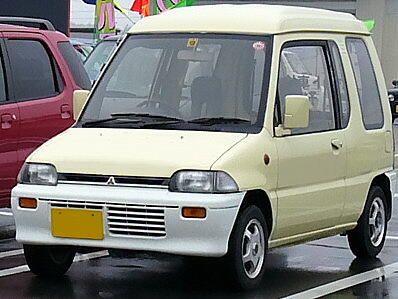
三菱・ミニカトッポ
（初代）

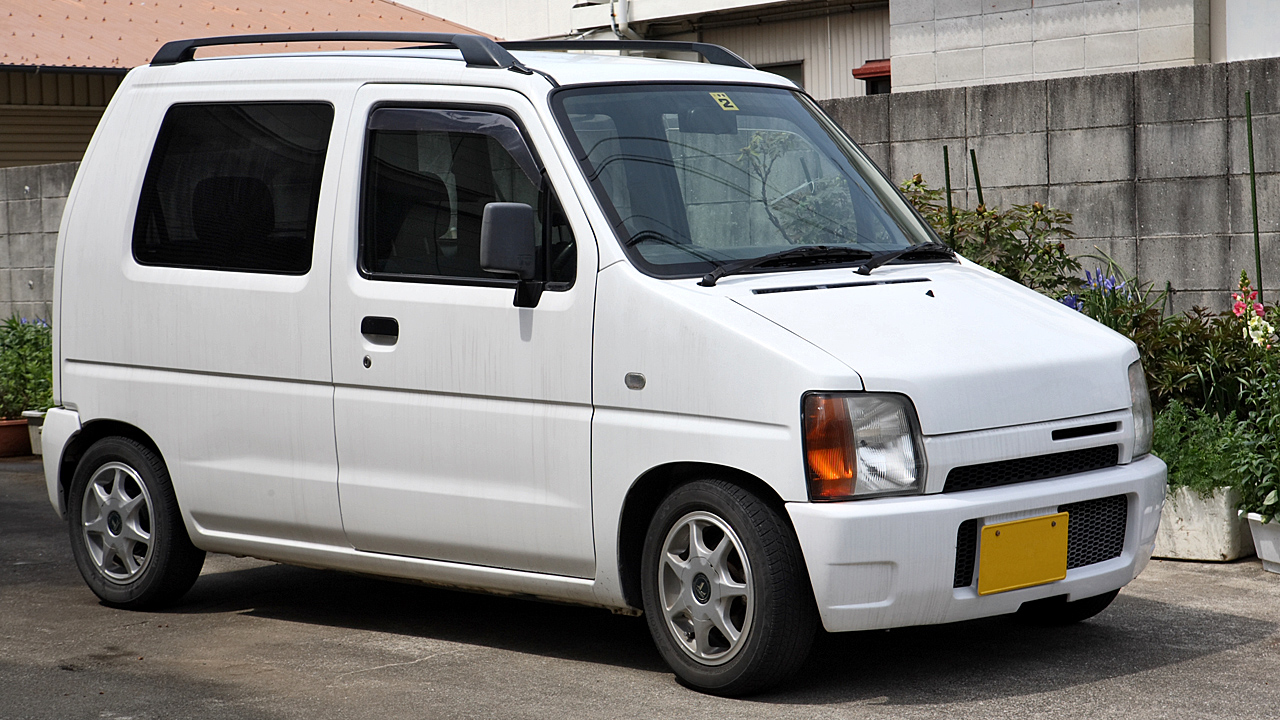
スズキ・ワゴンR
（初代4ドア）

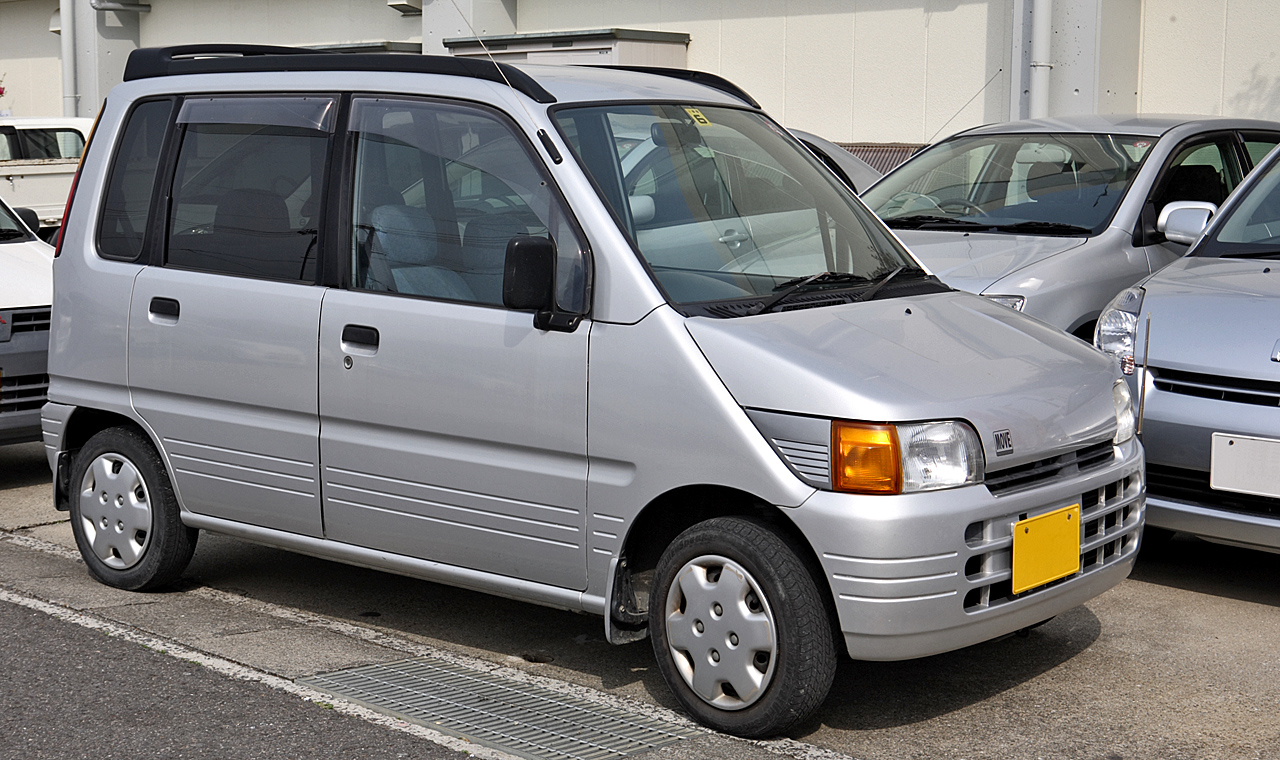
ダイハツ・ムーヴ
（初代）

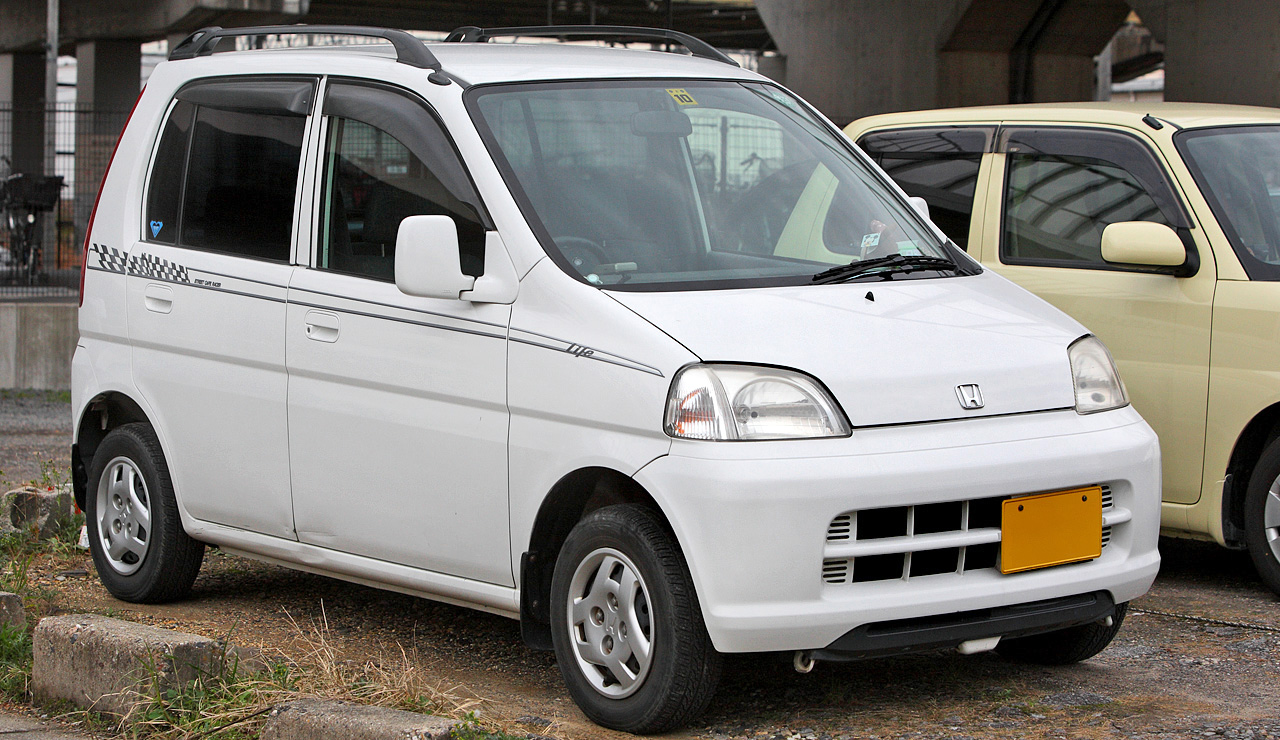
ホンダ・ライフ
（2代目）

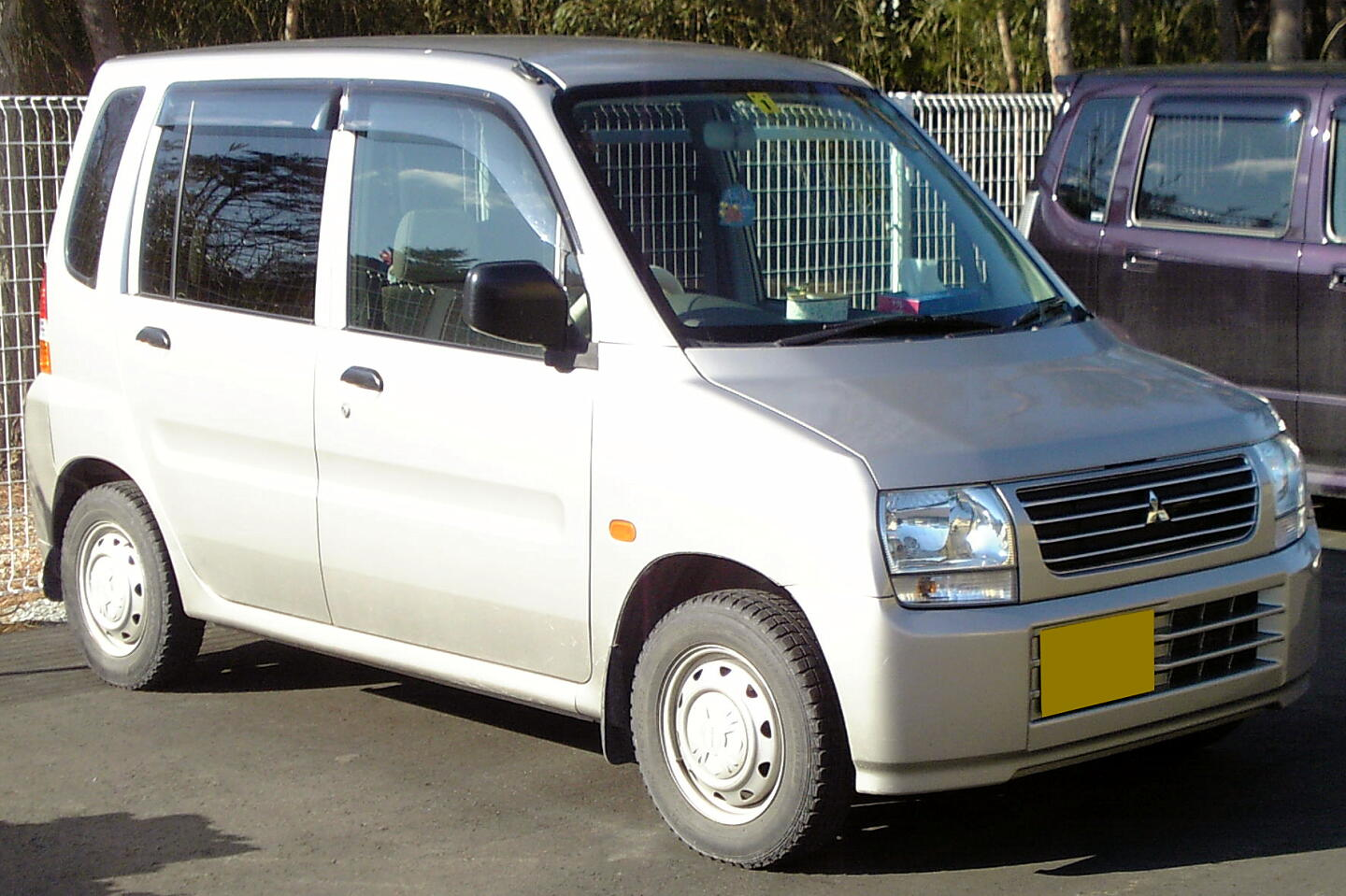
三菱・トッポBJ

現在の軽トールワゴンの起源を探ると、FF+背高キャビンというパッケージ手法を1972年（昭和47年）の時点でいち早く実現した、本田技研工業の「ライフ ステップバン」に行き着く。この非常に合理的なパイオニアも、商用車そのままの雰囲気が当時の多くの乗用車ユーザーに敬遠され、一方、商用車として見ると、積載能力やトラクションの面では後輪駆動のTNシリーズに適わず、決して商業的に成功したとは言いがたい。この頃の市場は未成熟で、このような商品企画が理解され、広く支持されるには時期尚早であったが、「車と共に出かけて趣味を楽しむ」という若者達のライフスタイルの変化から、生産終了後の中古車市場において、“お金は無いが自動車レジャーを楽しみたい”という若者達から一定の支持を得た。その後、FF方式が軽自動車に広く普及してからも、この手のジャンルで他社の追従はなく、長く市場からは消えることとなる。
1980年代後半から、折からのバブル経済に後押しされるかたちで、フォルクスワーゲン・ゴルフやルノー・5（シュペール5）、またローバー・Miniやシトロエン・2CVなど、個性的な輸入大衆車が販売台数を伸ばしており、日本車でも新たな付加価値を持つクルマが大挙して現れたこと、そして日産自動車が一連のパイクカーを発表したことなどが影響し、カーマニア以外の消費者にも、車に性能や利便性以外の「個性」を求める雰囲気が広まっていた。
そんな中、1990年（平成2年）に三菱自動車工業から、6代目ミニカの派生車種である「ミニカ トッポ」が発売された。ミニカトッポは全高が高いものの、床や座面の高さなどはミニカと全く変わらず、それほど合理的なパッケージではない。しかし、頭上空間の無駄をスタイリングに反映させ、キャラクターとして生かした点が大衆に受けた。背の高い車は「カッコ悪い」という認識を、アンバランスなプロポーションを「カワイイ」方向に振ったことで、消費者、特に女性の間にあった「背の高い車」へのアレルギーを大きく和らげる役目を果たした。
それでもなお、パーソナルユースの軽自動車の販売は、「ボンバン」が主流であった。
現在の軽トールワゴンの隆盛に直接つながるものとしては、結果として不調に終わったスズキとフィアットの1980年代末からの合弁事業のなかで企画された、欧州向けのミニマムピープルムーバー計画が発端となる。その落とし子ともいえる存在を捨て去ることなく、軽自動車枠に収めるべく仕立て直したものが1993年（平成5年）に登場した「ワゴンR」であり、図らずもその後の軽自動車市場の牽引役となった。
スズキはかつて1979年（昭和54年）にアルト（バン）の大ヒットで軽ボンネットバンというカテゴリを切り開いた過去があるが、このワゴンRのヒットで、スズキは再び新たな成功を掴んだことになる。現在の軽トールワゴンというジャンルの確立は、ワゴンRの成功によるところが大きい。
このワゴンRのヒットをまざまざと見せつけられたスズキの最大のライバルであるダイハツ工業は、それに対抗すべく1995年（平成7年）にほぼ同様のパッケージングを取り入れた「ムーヴ」を投入した。ムーヴは、販売台数で初代、2代目ともどもワゴンRはおろか3代目ライフも抜き去ることはできなかったが（後の2003年〈平成15年〉）にようやく販売台数の逆転に成功する）、いかにもダイハツの軽自動車らしいキメの細かい造りが評価され、同社の看板車種として、また、ワゴンRの最大のライバルとして成長していく。
ワゴンRとムーヴの競い合いによってこのカテゴリは活況を呈し、その後、1997年（平成9年）にホンダが2代目ライフを、1998年（平成10年）に三菱がかつてのミニカトッポのパッケージングを引きずりながらもアップデートを果たした「トッポBJ」を投入し、各社そろい踏みとなったところで、遂に軽自動車の主要カテゴリとして完全に認知されるに至った。

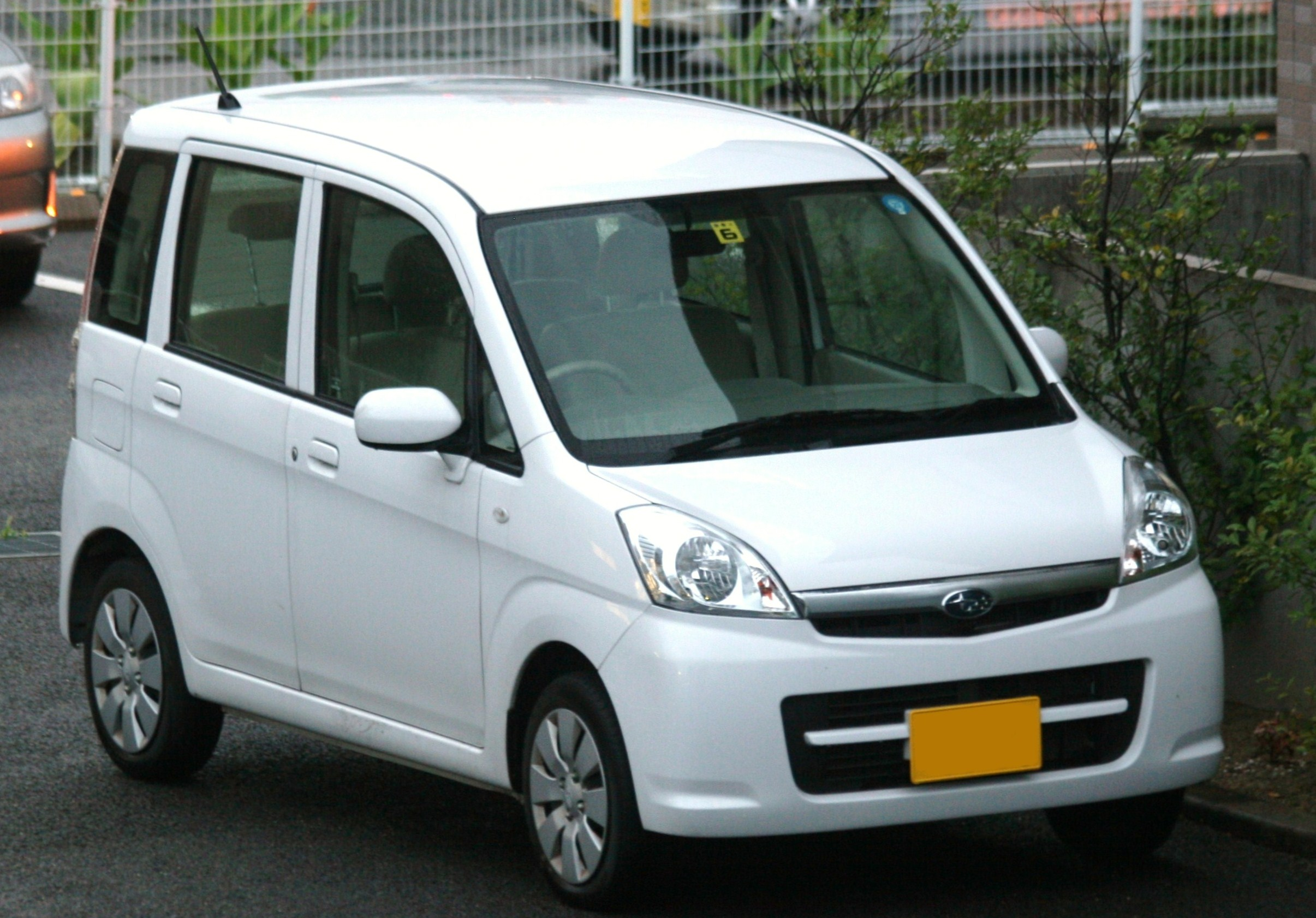
スバル・ステラ
（初代）

スバル（富士重工業、現・SUBARU）は自社の生産能力や規模の観点と、ヴィヴィオの後継モデルとの兼ね合いから、セダン（ハッチバック）系統にトールワゴンの性格を持たせた「プレオ」で対応していた。他車より低めの全高を設定し、セミトールワゴンに分類されることもあるが、当初の全高は機械式立体駐車場に入庫できない1,575 mmであり、これは大きな誤りであり、機械式立体駐車場に入庫できる厳密なセミトールワゴンと言える全高1,550 mmのグレードが登場したのは2001年（平成13年）になってからのことである。しかし、2006年（平成18年）5月、新車種にして同社最後の自主開発の5ナンバー軽自動車の初代「ステラ」（ただし、2代目以降はダイハツ・ムーヴのOEMとなる）を投入し、セダンの系統であるR2と別れた。これで全ての軽自動車メーカーが軽トールワゴンに参入したことになる。また、スバル・360で「本格的な乗用車としての」軽自動車を完成させた元祖であるメーカーがこのカテゴリに参入したことにもなる。

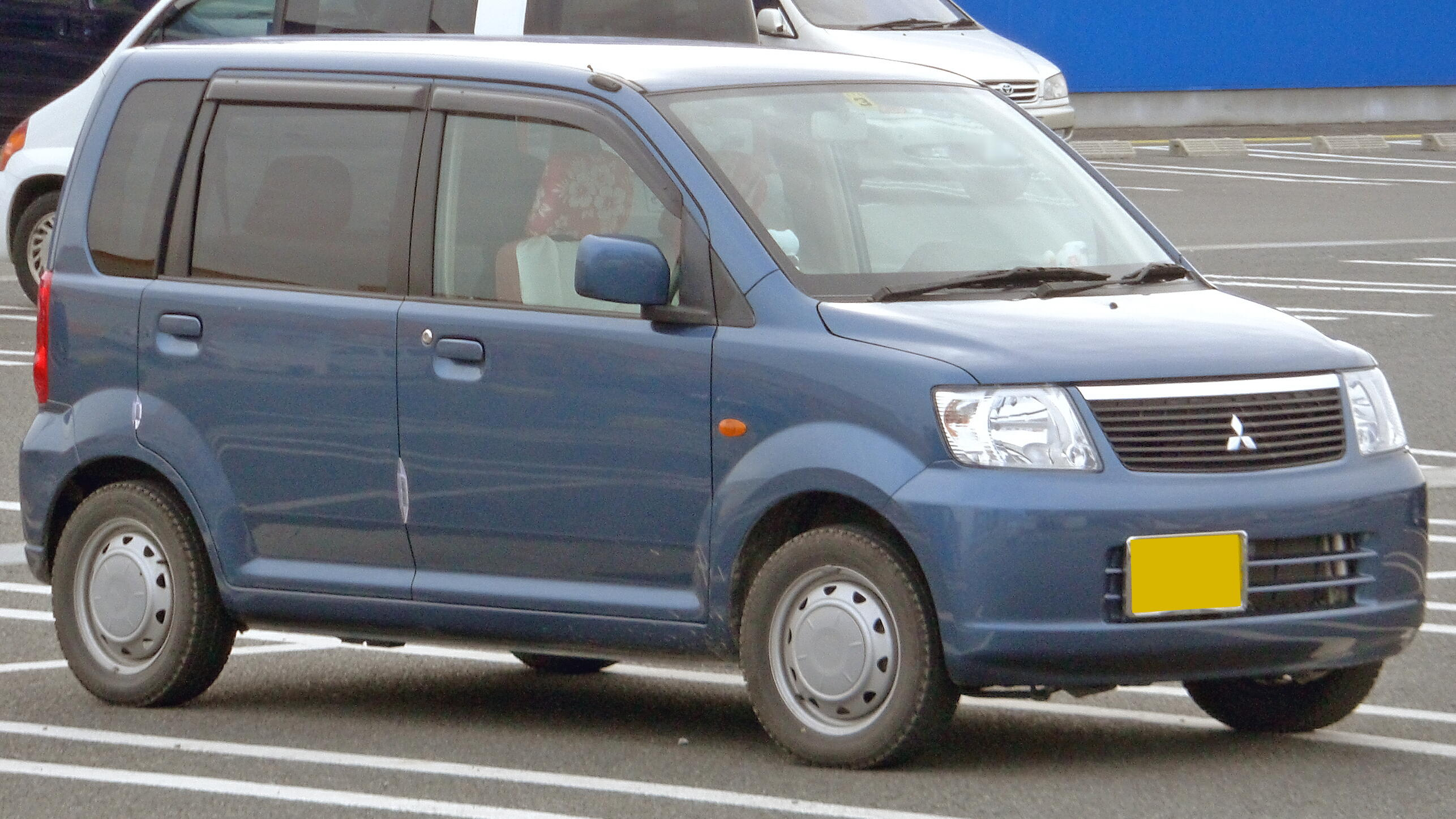
三菱・ekワゴン
（初代）

その後も軽トールワゴンの軽自動車での主流の地位は揺るぎないが、各社軽トールワゴンカテゴリを1車種だけに留めなかった。スズキがワンモーションフォルムの「MRワゴン」を発売。さらにタント対抗の「パレット」を発売した（のちにMRワゴンは日産・モコ、パレットは日産・ルークスとしてOEM供給される）。ダイハツは更なるキャビン拡大を図った「タント」、ムーヴの派生モデルである「ムーヴ ラテ」や「ムーヴ コンテ」を発売。さらにはスズキ・ダイハツ共に、ワゴンRやムーヴなどの既存の車種において、スポーティ仕様を追加するなどした。三菱は立体駐車場に入る車高とした「eKシリーズ」を発売した。eKは主婦層のセカンドカーを狙ったこのカテゴリでは長らく不在だった5速MT車を追加したり、軽自動車を持たなかった日産にオッティとしてOEM供給を行って、バリエーションと販売店を増やすことによって、コンセプトを変えた複数の車種を揃えて更なる消費者の取り込みを図っており、同カテゴリはますます広がりを見せている。eKシリーズ発売と同時にトッポBJも継続生産されたものの、結局は2004年（平成16年）1月をもって生産を中止、同社のeKアクティブの発売に伴い同年4月をもって販売を終了し、三菱からは全高1,550 mm以上の軽トールワゴンのラインナップが途絶えていたが、2008年（平成20年）9月に「トッポ」を発売し、三菱は軽トールワゴン市場に復活した。後にそのトッポは生産を終了するが、今度はeKが3代目へのフルチェンジで純然たる軽トールワゴンに生まれ変わることとなった。

## 車種一覧

### 2022年10月現在販売されている車種
- 太字 - 製造元の車種
- 〈〉 - バリエーションモデルの名称
- ★ - スライドドア採用車種
- (E) - 電気自動車

#### スズキ製（スズキ/マツダ）
| スズキ                                 | マツダ 「フレア」シリーズ                         |
| -------------------------------------- | ------------------------------------------------- |
| ワゴンR〈カスタムZ〉〈スティングレー〉 | フレア〈HYBRID XS/HYBRID XT〉                     |
| ワゴンR スマイル★                      |                                                   |
| スペーシア〈カスタム〉〈ギア〉★        | フレアワゴン〈カスタムスタイル〉〈タフスタイル〉★ |
| ハスラー （軽トールワゴン型SUV）       | フレア クロスオーバー                             |

#### ダイハツ工業製（ダイハツ/スバル/トヨタ）
| ダイハツ工業                        | SUBARU                           | トヨタ自動車 「ピクシス」シリーズ |
| ----------------------------------- | -------------------------------- | --------------------------------- |
| ムーヴ〈カスタム〉                  | ステラ〈カスタム〉 （2代目以降） |                                   |
| ムーヴ キャンバス★                  |                                  |                                   |
| タント〈カスタム〉〈ファンクロス〉★ | シフォン〈カスタム〉★            |                                   |
| タフト （軽トールワゴン型SUV）      |                                  |                                   |

#### 本田技研工業製

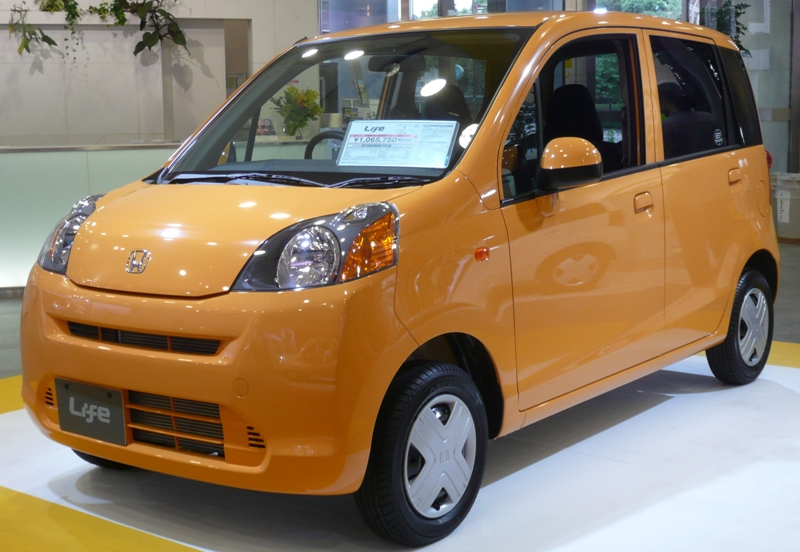
5代目ライフ
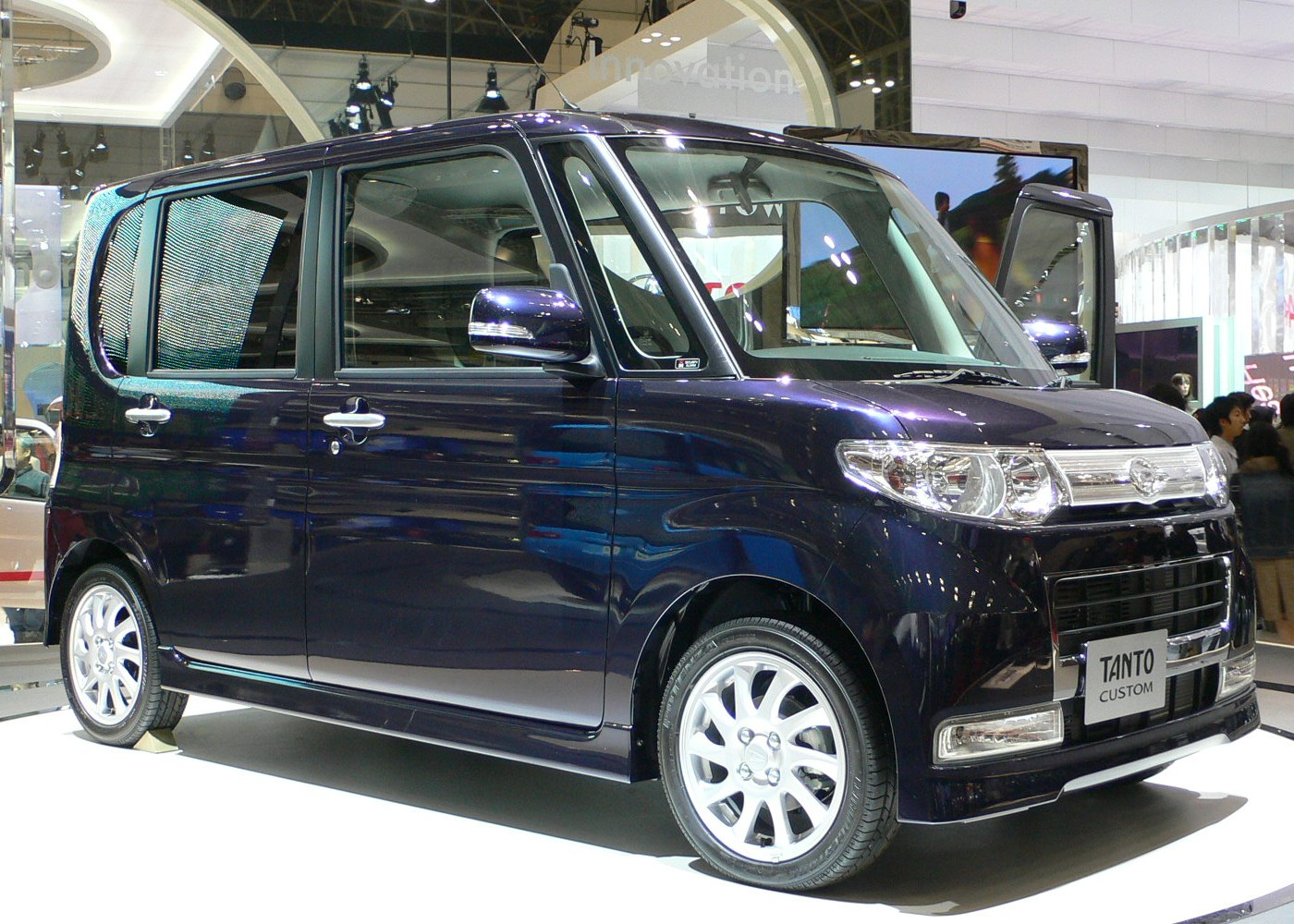
2代目タントカスタム
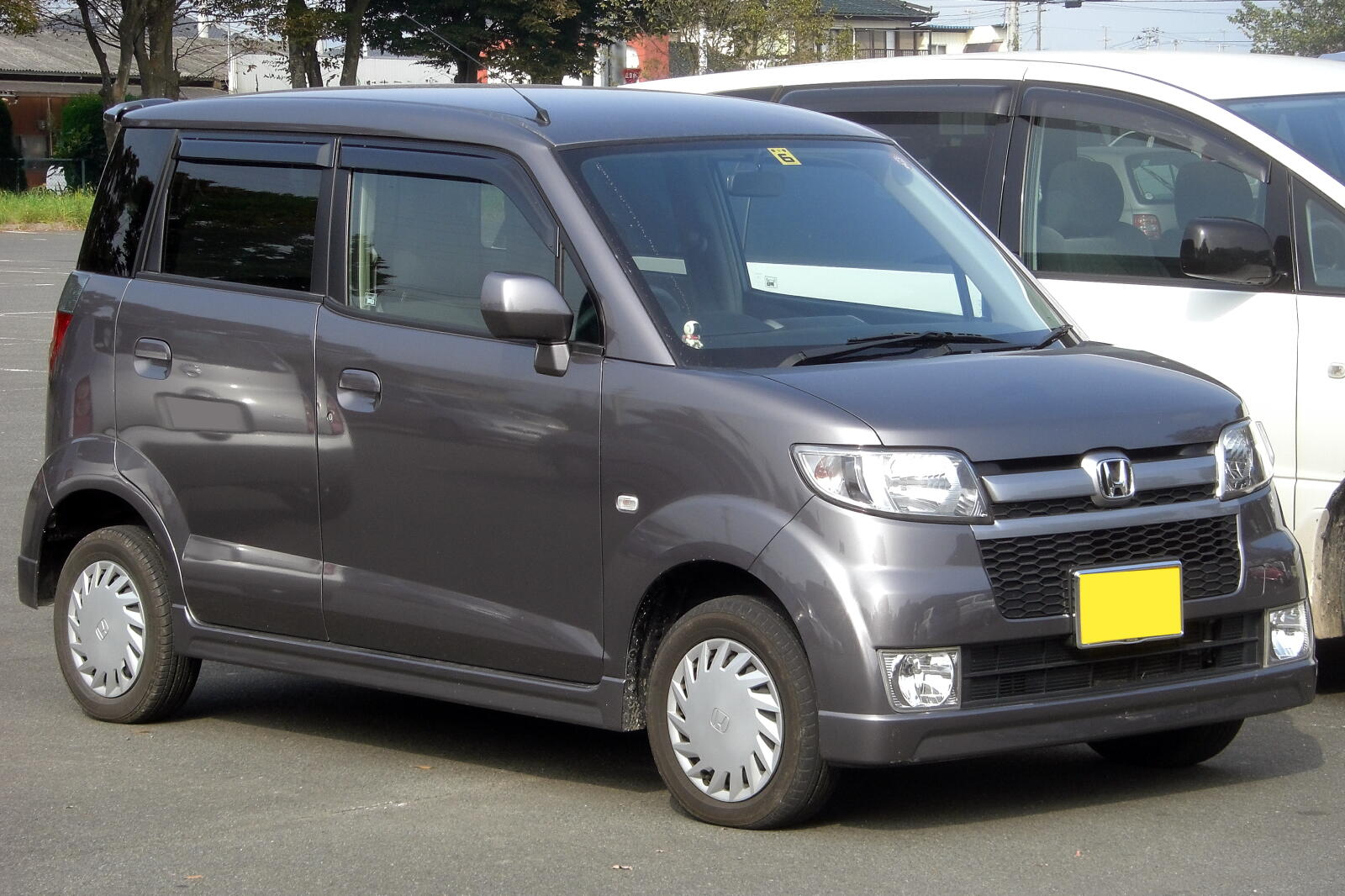
ゼスト
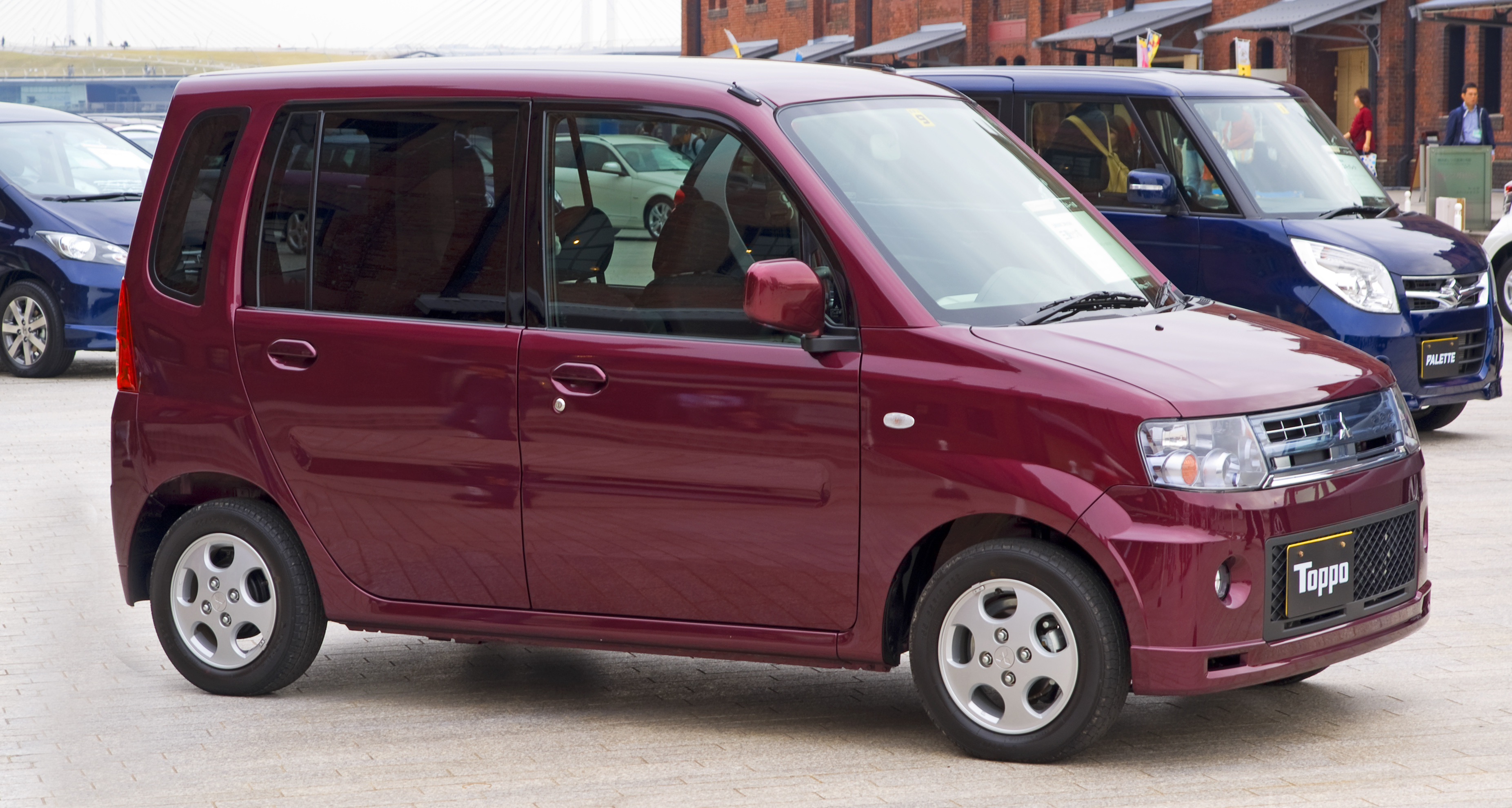
トッポ

「N」シリーズ
- N-BOX〈Custom〉★
- N-ONE〈Premium、RS〉
- N-WGN〈Custom〉

#### 三菱自動車工業（NMKV）製（三菱/日産）
三菱と日産の合弁NMKVが開発、三菱が製造、三菱と日産が販売。車両型式はいずれも三菱流で製造事業者も三菱名義。
| 三菱自動車工業 「eK」シリーズ                 | 日産自動車                           |
| --------------------------------------------- | ------------------------------------ |
| eKワゴン/eKクロス/eKクロスEV(E) （3代目以降） | デイズ〈ハイウェイスター〉/サクラ(E) |
| eKスペース/デリカミニ★                        | ルークス〈ハイウェイスター〉★        |

### 過去の車種

#### スズキ製（スズキ/マツダ/日産）
- スズキ・パレット
  - 日産・ルークス
  - マツダ・フレアワゴン（現行モデルはスペーシア）
- マツダ・AZ-ワゴン（＝ワゴンR。フレアに改名）
- スズキ・MRワゴン
  - 日産・モコ

#### ダイハツ工業製（ダイハツ/スバル/トヨタ）
ムーヴシリーズ
- ダイハツ・ムーヴラテ
- ダイハツ・ムーヴコンテ
  - トヨタ・ピクシススペース

タントシリーズ
- ダイハツ・タントエグゼ
  - スバル・ルクラ

その他
- ダイハツ・ネイキッド
- ダイハツ・MAX
- ダイハツ・キャスト
  - トヨタ・ピクシスジョイ
- ダイハツ・ウェイク
  - トヨタ・ピクシスメガ

#### スバル（富士重工業）製
- スバル・プレオ（初代。現行モデルはダイハツ・ミラのOEM車種で軽セダン）
- スバル・ステラ（初代は自社生産だった。現行モデルは前述の通りムーヴのOEM車種）

#### 三菱自動車工業製(三菱/日産)
- (ミニカ系)
  - 三菱・ミニカトッポ
  - 三菱・トッポBJ
  - 三菱・トッポ
- (eKワゴン系)
  - 三菱・eKスポーツ
  - 三菱・eKクラッシィ
  - 三菱・eKアクティブ
  - 三菱・eKカスタム
  - 日産・オッティ
- (eKスペース系)
  - 三菱・eKクロススペース

#### 本田技研工業製
- ホンダ・ザッツ
- ホンダ・ゼスト
- ホンダ・ライフ

- 5代目ライフ
- 2代目タントカスタム
- ゼスト
- トッポ

## 参考（近似）車種
- 三菱・ミニカトッポ - ミニカのハイルーフ仕様。
- 三菱・eKシリーズ（2代目まで） - 車高1,550mm（一部グレードを除く）であるため、軽セミトールワゴンに分類される場合もある。なお3代目からは純粋な軽トールワゴン。
  - 日産・オッティ - 同上。eKのOEM車種。なお後継のデイズは純粋な軽トールワゴン。
- 三菱・i - スタイリング重視であるため、軽トールワゴンに含めるかは見解が分かれる。
- ホンダ・ライフステップバン - 商用車であるためカテゴリは異なるが、スタイルが類似する。
- 韓国版軽自動車｢キョンチャ｣規格の軽トールワゴン ※日本の軽自動車規格を超えるため、日本国内で登録した場合登録車扱いとなる。
  - ヒュンダイ・アトス/キア・ヴィスト
  - キア・レイ